# Solanum simile
Solanum simile är en potatisväxtart som beskrevs av Ferdinand von Mueller. Solanum simile ingår i släktet skattor som ingår i familjen potatisväxter. Inga underarter finns listade i Catalogue of Life.